# 도쿄 대첩 (1998년 FIFA 월드컵 예선)
대한민국 축구의 역사에서 도쿄 대첩(東京 大捷)은 대한민국 축구 국가대표팀과 일본 축구 국가대표팀의 1998년 FIFA 월드컵 아시아 지역 최종예선 B조 3차전 경기를 이르는 용어로, 1997년 9월 28일 일본 도쿄도의 국립 가스미가오카 육상 경기장에서 열렸으며, 대한민국이 일본을 2-1로 꺾었다.

## 배경
1998년 FIFA 월드컵 아시아 지역 예선 당시 대한민국은 1997년 1월 박종환의 후임으로 차범근을 감독으로 내정했으며, 1차 예선에서 6조에 속해 태국과 홍콩을 상대로 3승 1무를 거두어 조 1위로 2차 예선에 진출했다. 일본은 가모 슈 감독 체제를 유지하였으며, 1차 예선에서 4조에 속해 오만, 마카오, 네팔을 상대로 5승 1무를 거두어 조 1위로 2차 예선에 진출했다.
2차 예선에서 양 팀 모두 B조에 속하게 되었으며, 3차전에서 양 팀간의 맞대결이 예정되어 있었다. 대한민국은 카자흐스탄과 우즈베키스탄을 상대로 각각 3-0, 2-1 승리를 거두었으며, 일본은 우즈베키스탄을 상대로 6-3 승리를 거둔 뒤 아랍에미리트와의 경기에서 0-0 무승부를 기록했다.

## 경기 전최종예선 B조상황
| \| 순위 \| 팀 \| 경기 \| 승 \| 무 \| 패 \| 득 \| 실 \| 차 \| 승점 \| \| ---- \| ------------ \| ---- \| -- \| -- \| -- \| -- \| -- \| -- \| ---- \| \| 1 \| 아랍에미리트 \| 3 \| 2 \| 1 \| 0 \| 7 \| 2 \| +5 \| 7 \| \| 2 \| 대한민국 \| 2 \| 2 \| 0 \| 0 \| 5 \| 1 \| +4 \| 6 \| \| 3 \| 일본 \| 2 \| 1 \| 1 \| 0 \| 6 \| 3 \| +3 \| 4 \| \| 4 \| 우즈베키스탄 \| 4 \| 0 \| 1 \| 3 \| 7 \| 12 \| -5 \| 1 \| \| 5 \| 카자흐스탄 \| 4 \| 0 \| 1 \| 2 \| 1 \| 8 \| -7 \| 1 \| |              |      |    |    |    |    |    |    |      |
| 순위 | 팀           | 경기 | 승 | 무 | 패 | 득 | 실 | 차 | 승점 |
| 1 | 아랍에미리트 | 3    | 2  | 1  | 0  | 7  | 2  | +5 | 7    |
| 2 | 대한민국     | 2    | 2  | 0  | 0  | 5  | 1  | +4 | 6    |
| 3 | 일본         | 2    | 1  | 1  | 0  | 6  | 3  | +3 | 4    |
| 4 | 우즈베키스탄 | 4    | 0  | 1  | 3  | 7  | 12 | -5 | 1    |
| 5 | 카자흐스탄   | 4    | 0  | 1  | 2  | 1  | 8  | -7 | 1    |

경기 하루 전인 1997년 9월 27일 아랍에미리트가 우즈베키스탄에게 3-2로 승리하면서 조 1위로 나섰고, 대한민국은 한 경기 덜 치른 상태에서 조 2위, 일본은 조 3위로 뒤를 잇고 있었다.
대한민국이 승리하게 되면 3전 전승(승점 9점)으로 조 1위를 재탈환하고 1998 프랑스 월드컵 직행에 유리한 고지를 점할 수 있다.
일본이 승리하게 되면 승점 7점으로 아랍에미리트(승점 7점)와 나란히 서며, 승점 6점의 대한민국과 함께 B조는 본격적인 삼파전 양상으로 흘러가게 된다.

## 경기 진행
| 일본         | 1 - 2  | 대한민국                |
| ------------ | ------ | ----------------------- |
| 야마구치 67′ | 리포트 | 서정원 83′ · 이민성 86′ |

| 일본 | 대한민국 |

| 일본:      |    |                   |         |       |       |       |       |
|            |    |                   |         |       |       |       |       |
| GK         | 20 | 가와구치 요시카쓰 |         |       |       |       |       |
| DF         | 28 | 나카니시 에이스케 | 46′     |       |       |       |       |
| DF         | 5  | 오무라 노리오     | 57′     |       |       |       |       |
| DF         | 4  | 이하라 마사미     |         |       |       |       |       |
| DF         | 3  | 소마 나오키       |         |       |       |       |       |
| MF         | 8  | 나카타 히데토시   |         |       |       |       |       |
| MF         | 6  | 야마구치 모토히로 | 67′     |       |       |       |       |
| MF         | 11 | 나나미 히로시     |         |       |       |       |       |
| MF         | 7  | 혼다 야스토       | 87′     |       |       |       |       |
| FW         | 11 | 미우라 가즈요시   |         |       |       |       |       |
| FW         | 30 | 와그너 로페스     | 26′ 73′ |       |       |       |       |
| 교체 명단: |    |                   |         |       |       |       |       |
| DF         | 2  | 나라하시 아키라   | 46′     |       |       |       |       |
| DF         | 17 | 아키타 유타카     | 73′     |       |       |       |       |
| FW         | 27 | 니시자와 아키노리 | 87′     |       |       |       |       |
| GK         | 25 | 나라자키 세이고   |         |       |       |       |       |
| DF         | 16 | 사이토 도시히데   |         |       |       |       |       |
| MF         | 15 | 모리시마 히로아키 |         |       |       |       |       |
| FW         | 15 | 조 쇼지           |         | 감독: | 감독: | 감독: | 감독: |
| 가모 슈    |    |                   |         |       |       |       |       |

| 대한민국:  |    |        |         |
|            |    |        |         |
| GK         | 1  | 김병지 |         |
| DF         | 20 | 홍명보 |         |
| DF         | 5  | 이민성 | 32′ 86′ |
| DF         | 4  | 최영일 |         |
| DF         | 6  | 유상철 | 57′     |
| DF         | 12 | 장형석 | 58′     |
| DF         | 2  | 이기형 |         |
| MF         | 17 | 하석주 |         |
| MF         | 15 | 이상윤 | 65′     |
| MF         | 7  | 고정운 | 72′     |
| FW         | 10 | 최용수 |         |
| 교체 명단: |    |        |         |
| MF         | 3  | 최성용 | 58′     |
| FW         | 11 | 서정원 | 65′ 83′ |
| FW         | 14 | 김대의 | 72′     |
| GK         | 22 | 김봉수 |         |
| DF         | 19 | 장대일 |         |
| DF         | 13 | 김태영 |         |
| FW         | 18 | 김도훈 |         |
| 감독:      |    |        |         |
| 차범근     |    |        |         |

### 과정
전반 중반 무렵 와그너 로페스가 자신을 마크하던 이민성을 밀어 옐로카드를 받았으며, 7분 뒤 반대로 이민성이 와그너를 마크하다가 옐로카드를 받는 등 여타 한일전과 마찬가지로 경기는 팽팽하게 진행되었고, 전반전은 0-0으로 끝났다.
이후 후반전이 진행되었고, 경기는 더욱 과열되어 오무라 노리오가 이상윤을 깊은 태클로 저지하다가 이상윤이 오무라를 밀어 양 선수 모두 경고를 받았다. 그 뒤 야마구치 모토히로가 고정운의 실수를 이용해 선제골을 득점하였고, 이후 후반 막바지에 이르러 이상윤과 교체되어 들어간 서정원이 최용수의 어시스트를 받아 동점골을 성공시켰다. 그리고 3분 뒤 이민성이 중거리슛으로 역전골 득점에 성공하며 대한민국의 2-1 승리로 경기는 마무리되었다.

## 경기 후최종예선 B조상황
| \| 순위 \| 팀 \| 경기 \| 승 \| 무 \| 패 \| 득 \| 실 \| 차 \| 승점 \| \| ---- \| ------------ \| ---- \| -- \| -- \| -- \| -- \| -- \| -- \| ---- \| \| 1 \| 대한민국 \| 3 \| 3 \| 0 \| 0 \| 7 \| 2 \| +5 \| 9 \| \| 2 \| 아랍에미리트 \| 3 \| 2 \| 1 \| 0 \| 7 \| 2 \| +5 \| 7 \| \| 3 \| 일본 \| 3 \| 1 \| 1 \| 1 \| 7 \| 5 \| +2 \| 4 \| \| 4 \| 우즈베키스탄 \| 4 \| 0 \| 1 \| 3 \| 7 \| 12 \| -5 \| 1 \| \| 5 \| 카자흐스탄 \| 4 \| 0 \| 1 \| 2 \| 1 \| 8 \| -7 \| 1 \| |              |      |    |    |    |    |    |    |      |
| 순위 | 팀           | 경기 | 승 | 무 | 패 | 득 | 실 | 차 | 승점 |
| 1 | 대한민국     | 3    | 3  | 0  | 0  | 7  | 2  | +5 | 9    |
| 2 | 아랍에미리트 | 3    | 2  | 1  | 0  | 7  | 2  | +5 | 7    |
| 3 | 일본         | 3    | 1  | 1  | 1  | 7  | 5  | +2 | 4    |
| 4 | 우즈베키스탄 | 4    | 0  | 1  | 3  | 7  | 12 | -5 | 1    |
| 5 | 카자흐스탄   | 4    | 0  | 1  | 2  | 1  | 8  | -7 | 1    |

대한민국은 3전 3승으로 하루만에 다시 조 1위를 탈환하게 되었다. 일본은 중요한 홈 경기에서 승점을 추가하지 못하고 조 3위를 유지하였다.
대한민국은 1주일 후 2위 아랍에미리트와의 홈 경기에서 3-0으로 승리하며 승점 12점으로 승점 7점의 아랍에미리트와의 간격을 크게 벌려나갔다.
한편 일본은 이 경기에서 패배 후 카자흐스탄, 우즈베키스탄과의 원정 2연전이 예정되어 있었는데, 2경기 모두 1-1로 무승부를 기록하며 승점 2점만을 추가하였고, 누적 승점 6점으로 3위를 유지하였다. 같은 기간 대한민국은 승점 4점을 추가, 누적 승점 13점이 되어 격차가 크게 벌어졌다.
일본의 가모 슈 감독은 카자흐스탄과의 1-1 무승부 후 사임하게 되고, 우즈베키스탄과의 경기부터는 코치였던 오카다 다케시가 감독대행으로 선임되어 팀을 이끌게 되었다.
오카다 다케시 감독대행 체제의 일본은 우즈베키스탄과의 경기에서도 1-1 무승부, 아랍에미리트를 홈으로 불러들인 경기에서도 1-1 무승부를 기록한다. 조 2위와 3위였던 이 두 팀간의 무승부로 인하여 대한민국은 2경기를 남겨두고 승점 16점인 상태에서 조 1위가 확정된다. 이 시점 아랍에미리트는 승점 8점, 일본은 7점으로 양팀 모두 2경기를 남겨놓은 상황이었기 때문에, 잔여 경기 전승을 하더라도 대한민국의 현재 승점인 16점을 넘을 수 없었기 때문이다.
또한 이 무승부로 일본은 아랍에미리트의 승점을 넘지 못하면서 자력 2위 가능성도 없어지며 플레이오프 진출조차도 불투명해졌다. 일본은 잔여 경기인 대한민국과의 원정 경기, 카자흐스탄과의 홈 경기를 앞두고 있었고, 아랍에미리트는 우즈베키스탄과의 홈 경기, 대한민국과의 홈 경기를 앞두고 있었다.
일본으로서는 잔여 2경기를 모두 승리한 후, 아랍에미리트가 잔여 경기 중 최소 1경기에서 무승부 이하의 결과를 거두어야 2위로 플레이오프 진출권을 얻을 수 있었다.
일본은 1997년 11월 1일 서울 올림픽주경기장에서 열린 경기에서, 1998 월드컵 진출이 확정된 대한민국을 상대로 2-0 승리를 거두며 희망의 불씨를 살려나갔다. 한편 다음날 아랍에미리트는 우즈베키스탄과 무승부를 기록하며 승점 9점이 되었고, 일본은 승점 10점으로 2위에 올라서며 유리한 고지에 올라섰다.
최종전에서 일본은 카자흐스탄에게 5-1로 승리하며 아랍에미리트의 잔여경기와 관계없이 2위를 확정짓게 된다.